# Piscina Marcet
La Piscina Marcet és una obra racionalista de Sabadell (Vallès Occidental) protegida com a Bé Cultural d'Interès Local. Situat a la zona esportiva de Can Marcet, el conjunt ocupa gairebé tota l'illa entre els carrers de Riu-Sec, Permanyer, Fraser Lawton i Jacint Verdaguer.

## Descripció
Sobresurt del conjunt el trampolí de tres nivells. L'edifici, de planta rectangular molt allargada, té planta baixa amb terrat en el qual, centrada, hi ha una petita construcció amb obertures allindades. La façana que dona al carrer de Riu-Sec només presenta una obertura, la porta d'accés. L'altra façana s'obre a la part de la piscina, amb una gran porta de vidre, a banda i banda de la qual hi ha tres grans finestres d'arc de mig punt.

## Història
Obra de Jaume Esteve, construïda l'any 1952 seguint les pautes de l'arquitectura racionalista, amb una gran simplicitat de línies. Posteriorment ha estat restaurada. (Datació per font)